# Abe Lastfogel
 (février 2021).
Si vous disposez d'ouvrages ou d'articles de référence ou si vous connaissez des sites web de qualité traitant du thème abordé ici, merci de compléter l'article en donnant les références utiles à sa vérifiabilité et en les liant à la section « Notes et références ».
Abe Lastfogel est un producteur et agent américain né le 17 mai 1898 et mort le 27 août 1984. 

## Biographie
Abe Lastfogel est le septième enfants d'une famille d’immigrants Yiddish de Russie, arrivée en 1889.
Il a été le premier employé de l'agence William Morris Agency, il débute en 1912. Durant la Première Guerre mondiale il organise des shows avec la société United Service Organizations pour l'armée américaine et engage des vedettes comme Humphrey Bogart, James Cagney, Gary Cooper, Bing Crosby, Dinah Shore et James Stewart.
Il a découvert Steve MacQueen en 1957.
Il décède en 1984 à Los Angeles.